# ابوالحسن صدر ثقةالاسلامی
میرزا ابوالحسن صدر ثقةالاسلامی (زاده ۱۲۶۹ تبریز - ۱۳۲۷) از روحانیون شیخی مسلک تبریز، قاضی دوران قاجار و پهلوی و نماینده مجلس شورای ملی بود.
فرزند موسی ثقةالاسلام از روحانیون بزرگ فرقه شیخیه تبریز و برادر علی‌آقا ثقةالاسلام بود که در جریان جنبش مشروطه کشته شد. او نیز مانند پدر و برادرش تحصیلات دینی کرد و به درجه اجتهاد رسید. سپس برای ادامه تحصیل به اروپا رفت و در سوئیس و بلژیک، حقوق خواند. پس از بازگشت به ایران به قضاوت در عدلیه پرداخت.
میرزا ابوالحسن در سال ۱۳۰۵ به نمایندگی تبریز به مجلس شورای ملی رفت. بار دیگر در سال ۱۳۰۹ به نمایندگی تبریز انتخاب شد (دوره هشتم) و تا دوره چهاردهم، هفت دوره پیاپی بر کرسی نمایندگی تبریز نشست.